# Будівля Бібліотеки імені Вернадського
Будівля бібліотеки імені Верна́дського — 27-поверховий історичний хмарочос у Києві. Будувався 1976⁣ — ⁣1989 роки. В будинку розміщена Національна бібліотека України імені В. І. Вернадського — найбільша в Україні і одна з найбільших у світі бібліотек.

## Історія будівництва
Національна бібліотека України імені Володимира Вернадського побудована в 1989 році на ділянці площею 3 гектари за проєктом архітекторів «Київпроекту» В. І. Гопкала, В. М. Гречини і В. П. Песковського.

## Архітектура
Вертикальна частина споруди (книгосховище) налічує 27 поверхів, у горизонтальній частині розміщені читальні зали та службові приміщення бібліотеки. Інтер'єр основного приміщення оздоблений витворами образотворчого мистецтва значної художньої цінності.
У вестибюлі Бібліотеки розташоване монументально-декоративне панно «Болі землі» (автори В. І. Пасивенко та В. М. Прядка), фоє перед читальними залами прикрашає гобелен-триптих «Витоки слов'янської писемності» (автори М. Т. Литовченко та І. С. Литовченко). Автори обох робіт 1998 року стали лауреатами Державної премії України імені Тараса Шевченка.
Установки для кондиціювання повітря дозволяють підтримувати в приміщеннях оптимальну температуру та вологість. У читальних залах протягом години тричі проводиться обмін повітря. Завдяки обладнанню стелі цих залів скляними ліхтарями поліпшено освітлення робочих місць.

## Цікаві факти
- Бібліотека налічує 15 мільйонів книжок.[2]
- В бібліотеці працює понад 900 працівників, з них бібліотечних — 70 %, наукових — 17 % та інших — 13 %.[3]
- У центральному вестибюлі встановлений бюст організатора і першого президента Української академії наук, фундатора бібліотеки В. І. Вернадського (скульптор Борис Степанович Довгань).